# مزمار إنكليزي
المِزمار الإنكليزي هي آلة نفخ خشبية مزدوجة القصب في عائلة المزمار.
يمنحه الجرس ذو الشكل الكمثرى (المسمى Liebesfuß) من cor anglais جرسًا مغطى أكثر من المزمار، أقرب في الجودة اللونية إلى oboe d'amore. في حين أن المزمار هو أداة السوبرانو لعائلة المزمار، يُنظر إلى كور إنجليز عمومًا على أنه عضو ألتو في الأسرة، والمزمن - الذي يتم وضعه بين الاثنين في مفتاح A - كعضو ميزو سوبرانو. يُنظر إلى اللغة الإنجليزية على أنها أكثر نعومة وحزينة من المزمار. ينتج الاختلاف في الصوت بشكل أساسي عن قصبة أوسع وتجويف مخروطي يمتد لمسافة أكبر من المزمار؛ على الرغم من أنه أغمق في النغمة وأقل حدة من المزمار، إلا أن صوته يختلف عن (على الرغم من أنه يمتزج بشكل طبيعي) مع صوت عائلة الباسون. يختلف مظهره عن المزمار في أن الآلة أطول بشكل ملحوظ، وأن القصبة متصلة بأنبوب معدني منحني قليلاً يسمى bocal ، أو crook ، والجرس له شكل بصلي الشكل ("Liebesfuß").